# João da Silva Correia

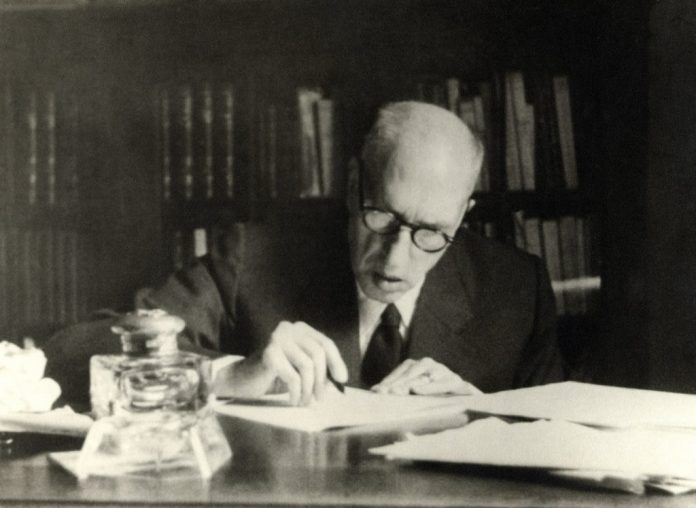
João da Silva Correia

João da Silva Correia (São João da Madeira, 8 de maio de 1896 — 1973), foi um escritor e jornalista português.
Exerceu actividade industrial e comercial, paralelamente ao seu autodidatismo pela leitura. Desde novo começou a escrever, tendo colaborado na imprensa local e regional, bem como na Imprensa Diária de Lisboa e Porto. A BBC, durante a Segunda Guerra Mundial, transmitiu crónicas da sua autoria, com o pseudónimo de João Ninguém (John Nobody). Também se encontra colaboração da sua autoria nos Anais das bibliotecas, arquivo e museus municipais (1931-1936) e no semanário Academia Portuguesa  (1932-1933).
A sua obra mais marcante é o romance Unhas Negras, que imortalizou a imagem do operário de chapelaria do início do século XX, em toda a sua dimensão psico-social. A acção desenrola-se em São João da Madeira. O reconhecimento da sua cidade natal está patente numa das suas escolas secundárias, com o nome do escritor. Tem também um prémio literário em seu nome.

## Obras
- Farândola (1944)
- Porta Aberta (1949)
- Os Outros (1956)
- Um minuto de silêncio (1962)
- Unhas Negras (1953)